# هرکس (ترانه دمی لواتو)
«هرکس» (به انگلیسی: Anyone) ترانه‌ای از خواننده و ترانه‌نویس اهل ایالات متحده آمریکا دمی لواتو است. او ترانه را در شصت و دومین مراسم جایزه گرمی در ۲۶ ژانویه ۲۰۲۰ اجرا کرد و اولین اجرای زنده خود از زمان بیش‌مصرفی خود در ژوئیه ۲۰۱۸ بود. ترانه در همان روز، برای خرید و پخش جریانی در دسترس قرار گرفت. «هرکس» چهار روز قبل از بیش‌مصرفی لواتو ضبط شده‌است.
«هرکس» با پذیرش جهانی منتقدان موسیقی روبرو شد، آنها با توجه به زمینه‌های مبارزه با اعتیاد و افسردگی، از اجرای گرامی لواتو و آسیب‌پذیری او در این ترانه تمجید کردند. ترانه به رتبه ۳۴ در جدول فروش موسیقی ۱۰۰ آهنگ داغ بیلبورد ایالات متحده آمریکا رسید و به نخستین رتبه یک لواتو در جدول ترانه‌های دیجیتال تبدیل شد. این ترانه همچنین در اسکاتلند به ۲۰ رتبه برتر و در فلاندرز (بلژیک)، مجارستان و هلند وارد ۴۰ رتبه برتر شد. در ۶ فوریه ۲۰۲۰، «هر کس» از شصت و دومین شصت و دومین مراسم جایزه گرمی پخش و در آی‌تیونز و همه سرویس‌های پخش جریانی منتشر شد.